# Danilo Wyss
Pour les articles homonymes, voir Wyss.
Danilo Wyss, né le 26 août 1985 à Orbe, est un coureur cycliste suisse. Professionnel entre 2008 et 2020, il est notamment champion de Suisse sur route en 2015.

## Biographie
Danilo Wyss a fait son apprentissage de cycliste au Vélo-Club Orbe. Dans les différentes catégories de jeunes, il décroche de multiples titres régionaux et cantonaux sur route et en cyclocross. Il a également remporté le titre de champion suisse cadet en 2001 et a terminé second en junior en 2003 derrière son camarade de club Michaël Randin. Il se fait également remarquer dans les rangs amateurs et élites, notamment de par sa rapide pointe de vitesse. 
En 2007, il signe pour l'équipe semi-professionnelle Atlas Romer's Hausbäckerei et remporte, au sprint, une étape des Trois Jours du Vaucluse, où participent de nombreux professionnels. Il décroche de plus, en juin, la troisième place de Paris-Roubaix espoirs. En fin de saison, il est stagiaire dans la formation ProTour Saunier Duval-Prodir et termine cinquième des championnats du monde espoirs.
Il a, la même année, signé un contrat de deux ans chez les professionnels de l'équipe américano-suisse BMC Racing.
En 2014, il fait partie des trois coureurs suisses retenus pour la course en ligne des championnats du monde, en compagnie de Fabian Cancellara et Michael Albasini.
En juin 2015, il remporte le championnat de Suisse sur route. Une semaine plus tard, il est au départ de son premier Tour de France, à Utrecht aux Pays-Bas. Il y est équipier de Tejay van Garderen pour les étapes de montagne. Avec ses coéquipiers, il remporte la neuvième étape, disputée en contre-la-montre par équipes.
En 2018, il termine quatrième de l'Arctic Race of Norway.
En 2019, il rejoint l'équipe Dimension Data après onze saisons chez BMC Racing. À l'issue de la saison 2020, il n'est pas conservé par l'équipe qui a été renommée NTT Pro Cycling entre-temps. Il se retrouve sans équipe et décide de mettre un terme à sa carrière à 35 ans.

## Palmarès et classements mondiaux

### Palmarès
- 2001
  -  Champion de Suisse sur route débutants
- 2003
  - 2e du championnat de Suisse sur route juniors
- 2006
  - 3e du Giro del Canavese
  - 10e du championnat du monde sur route espoirs
- 2007
  - 3e étape des Trois Jours du Vaucluse
  - 2e du Grand Prix Waregem
  - 3e du Prix des Vins Henri Valloton
  - 3e de Paris-Roubaix espoirs
  - 5e du championnat du monde sur route espoirs
- 2009
  - 1re étape du Tour de Beauce
- 2012
  - 1re étape du Tour du Trentin (contre-la-montre par équipes)
- 2015
  -  Champion de Suisse sur route

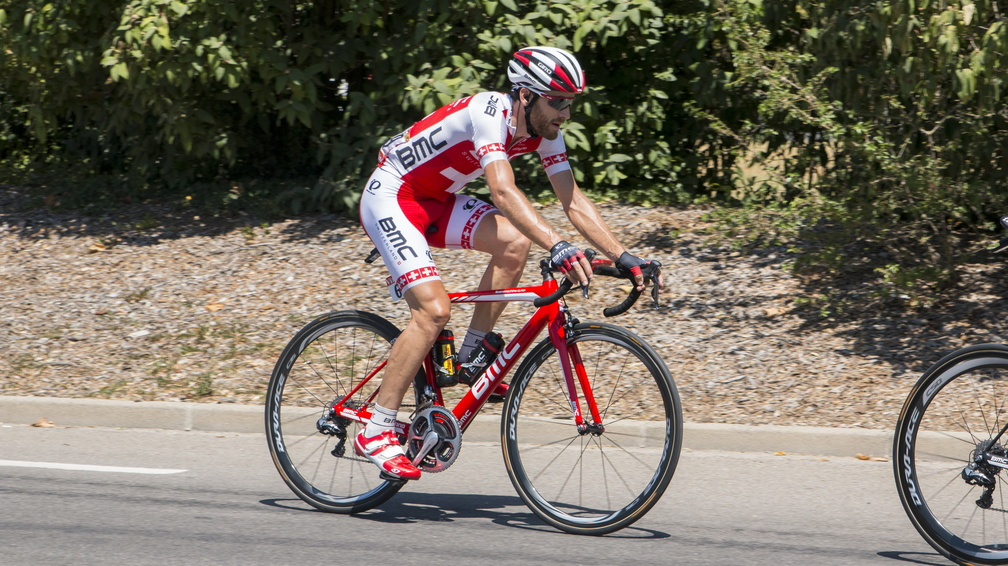
Danilo Wyss porteur du maillot de Champion de Suisse sur route durant le Tour de France 2015

  - 9e étape du Tour de France (contre-la-montre par équipes)
- 2020
  - 2e du championnat de Suisse sur route

### Résultats sur les grands tours

#### Tour de France
2 participations
- 2015 : 63e, vainqueur de la 9e étape (contre-la-montre par équipes)
- 2017 : 81e

#### Tour d'Italie
7 participations
- 2010 : 97e
- 2011 : 126e
- 2012 : 82e
- 2013 : 84e
- 2014 : 84e
- 2019 : 83e
- 2020 : 84e

#### Tour d'Espagne
3 participations
- 2013 : 72e
- 2014 : 36e
- 2016 : 44e

### Classements mondiaux
| Année                  | 2006 | 2007 | 2008 | 2009  | 2010 | 2011 | 2012 | 2013 | 2014 | 2015 |
| ---------------------- | ---- | ---- | ---- | ----- | ---- | ---- | ---- | ---- | ---- | ---- |
| Calendrier mondial UCI |      |      |      |       | 268e |      |      |      |      |      |
| UCI World Tour         |      |      |      |       |      | nc   | nc   | 181e | nc   | nc   |
| UCI America Tour       |      | 315e | 194e | 129e  |      |      |      |      |      |      |
| UCI Europe Tour        | 594e | 176e | 478e | 1119e | 853e |      |      |      |      |      |